# Йосвани Терри Кабрера
Йосвани Терри Кабрера (Yosvany Terry Cabrera, род. в 1972 г.) — кубинский музыкант.

## Биография

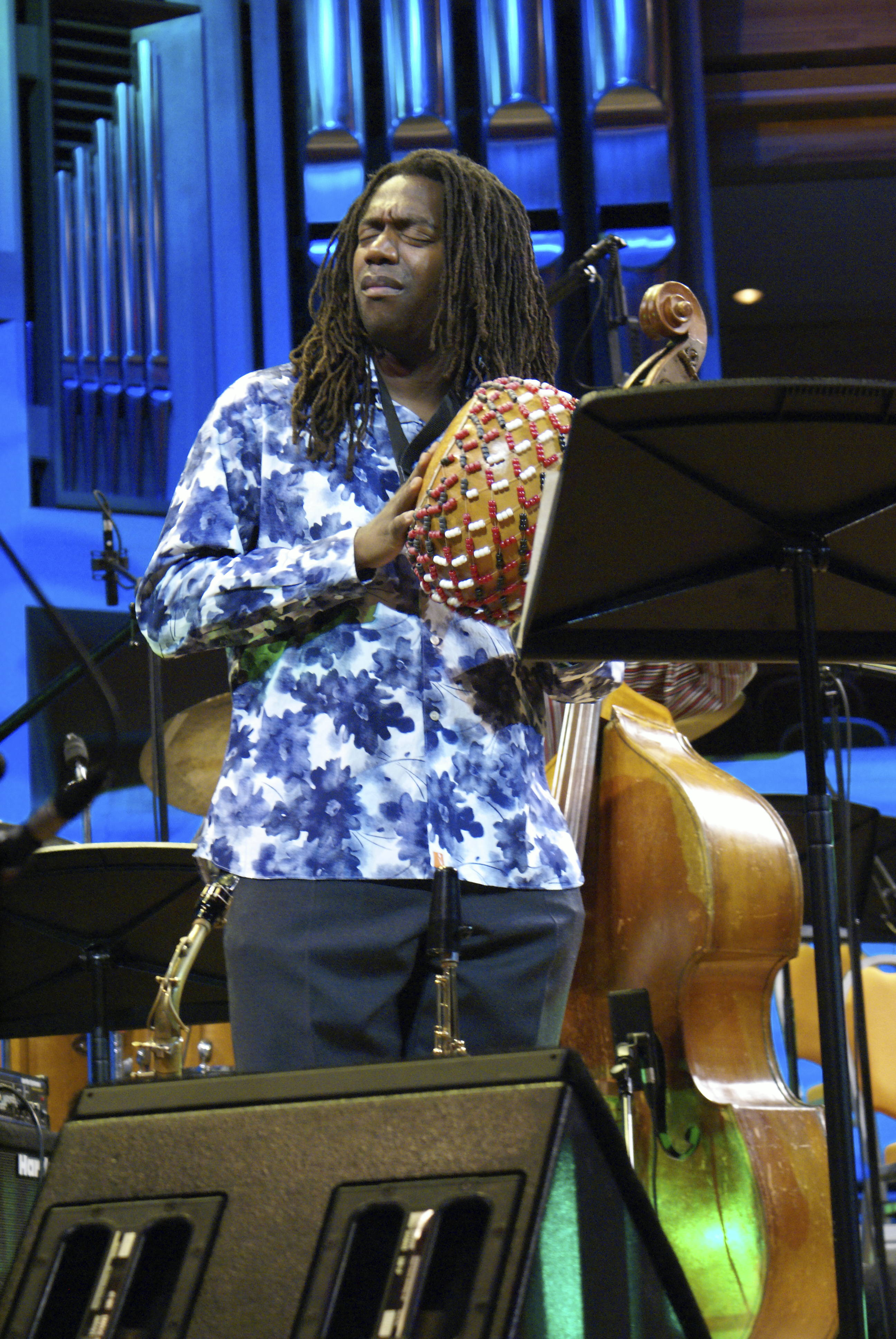
Йосвани на концерте в Москве 2008 году

Йосвани Терри Кабрера родился в 1972 году, в городе Камагуэй, Куба.
Свои первые музыкальные шаги делал вместе со своим отцом Эладио «Дон Панчо» Тэрри, скрипачом и виртуозом чекере. Его отец также известен как основатель и директор известного Кубинского чаранга-оркестра. Классическое же музыкальное образование Йосвани Терри Кабрера получил в престижной Национальной Школе Искусств (National School of Art (ENA)) и в Консерватории Амадео Рольдана (Amadeo Roldan Conservatory).
Ещё в Кубе Йосвани приобрел популярность благодаря своему новаторскому исполнению и совместной работе с такими легендами как Чучо Вальдес, Сильвио Родригес, Фито Паэс (Fito Páez) и коллективом Cubanismo (англ.), а также за работу в собственном коллективе «Columna B» (англ.). Их коллектив стал голосом молодых Кубинских джазистов. Группа «Columna B» (англ.) стала его экспериментальной лабораторией, где Йосвани экспериментировал со всем, что захватывало его воображение. «Работая в Columna B (англ.),» говорилл Терри — «мы научились включать свою интуицию и доводить своё исполнительское мастерство практически до совершенства». Вместе с группой «Columna B» (англ.) Йосвани начал ездить с выступлениями в США и Европу, а в 1998 году был приглашен Arts International (через Фонд Форда) на Стэнфордский Джазовый Фестиваль.
В 1999 году Йосвани переехал в Нью-Йорк и сразу же получил признание в джазовых кругах за свой выдающийся талант, там он играл с Роем Харгрувом (Roy Hargrove), Стивом Колеманом (Steve Coleman), Эдди Пальмьери (Eddie Palmieri), Дэйвом Дугласом (Dave Douglass), Джеффом Ваттс из «Tain», Орасио Эрнандесом из «El Negro», и контрабасистом Авишаем Коэном. Терри и сам признался — «Мой переезд в Нью-Йорк был тем толчком, в котором я нуждался, как музыкант. После переезда я получил доступ к безграничному источнику информации и возможности общаться с известнейшими музыкантами со всего мира.»
Всегда учась, Терри впитал в себя традиции Американского джаза, и, разбавив их собственными Афро-Кубинским наследием начал создавать сольные и коллективные произведения сочетающие ритмичный авант-гарде и слащаво-мелодичную поэтику Латинской музыки. Его голос и стиль уникальны и неповторимы, а его квинтет, впитав музыкальные традиции Кубы и Америки выдавал ни с чем не сравнимое звучание новой музыки.
Недавно вышедший альбом Йосвани Терри Кабрера, «Metamorphosis» (англ.), содержит в себе все, чему он научился в Нью-Йорке, сам Йосвани говорит о нём: «Звук, которого я пытался добиться в этом альбоме является результатом опыта, накопленного мною в начале моей музыкальной карьеры в Кубе и музыкального многообразия, с которым я столкнулся в Нью-Йорке.»
Данный альбом является своеобразной «картинной галереей» содержащей полотна, отражающие моменты его жизни в Кубе и Нью-Йорке. Одновременно там присутствует палитра из цветов и красок собранных везде, где музыкант успел побывать во время своих музыкальных туров по миру. «Несомненно, когда ты посещаешь концерты, читаешь книги, смотришь фильмы или просто любуешься окружающей тебя красотой, ты пытаешься осмыслить все услышанное и увиденное тобою, и тогда, пройдя через призму твоего восприятия мир переживает своеобразную „Метаморфозу“» говорит Терри о своем альбоме «Metamorphosis» (англ.) вышедшем в 2005 году.
В записи альбома «Metamorphosis» (англ.) участвовали:
- Йосвани Терри (Yosvany Terry) — саксофон, чекере
- Луис Пердомо (Luis Perdomo) — фортепиано
- Дафнис Прието (Dafnis Prieto) — ударные
- Джефф Уаттс (Jeff «Tain» Watts) — ударные
- Ханс Глоуишниг (Hans Glawishnig) — бас-гитара
- Юниор Терри (Yunior Terry) — бас-гитара
- Авишай Коэн (Avishai Cohen) — труба
- Педро Мартинес (Pedro Martinez) — перкуссии, вокал
- Майк Морено (Mike Moreno) — гитара